# هیروشی آزوما
هیروشی آزوما (انگلیسی: Hiroshi Azuma؛ زادهٔ ۱۵ مهٔ ۱۹۸۷) بازیکن فوتبال اهل ژاپن است.